# تيري بيتش
تيري بيتش هو سياسي كندي، ولد في 2 أبريل 1981 في كوموكس في كندا. حزبياً، نشط في الحزب الليبرالي الكندي. في الانتخابات الفيدرالية الكندية 2015، انتخب عضو مجلس العموم الكندي عن دائرة Burnaby North—Seymour ‏ وقد انضم خلال فترته النيابية ‏ (19 أكتوبر 2015 – ) للكتلة البرلمانية الحزب الليبرالي الكندي.

## وصلات خارجية
- الموقع الرسمي